# Glory (альбом Manafest)
«Glory» — второй студийный альбом канадского рэпера Manafest, вышедший в 2006 году на лейбле BEC Recordings. На сингл «Impossible» был снят клип с участником группы Thousand Foot Krutch.

## Содержание
| №   | Название                               | Длительность |
| --- | -------------------------------------- | ------------ |
| 1.  | «Don't Turn Away (feat. Justin Humes)» | 3:36         |
| 2.  | «Bounce»                               | 3:10         |
| 3.  | «Runaway»                              | 3:18         |
| 4.  | «Impossible (feat. Teerawk)»           | 3:58         |
| 5.  | «Dreams»                               | 3:34         |
| 6.  | «Retro Love»                           | 3:19         |
| 7.  | «Critics (feat. Promise)»              | 3:36         |
| 8.  | «Where Are You»                        | 5:01         |
| 9.  | «Wanna Know You»                       | 2:58         |
| 10. | «Droppin' Hammers»                     | 3:29         |
| 11. | «Glory (You Are)»                      | 3:40         |

## Критика
Альбом получил очень положительные отзывы на большинстве обзоров профессиональных музыкальных сайтов.
Джастин Маби из Jesus Freak Hideout похвалил альбом, сказав: «Это определенно альбом, который стоит послушать. Следите за Manafest, поскольку его звук продолжает развиваться». Дэвид Bain из Cross Rhythms поставил 7 баллов из 10 и прокомментировал: «Крис Гринвуд, он же Manafest, делает себе имя яркой смесью хард-рок и хип-хоп ритмов в стиле групп Linkin Park и Beastie Boys. Manafest представляет дебют, от которого порой перехватывает дыхание».

## Номинации
На 38-й ежегодной премии GMA Dove Award был номинирован на премию«Рэп/хип-хоп альбом года». В 2007 году был номинирован на премию «Джуно» в категории «Современный христианский/евангельский альбом года».